# Musaranya de Bioco
La musaranya de Bioco (Sylvisorex isabellae) és una espècie de mamífer de la família de les musaranyes. És originària del Camerun i de Guinea Equatorial, on viu als montans humits tropicals o subtropicals i els herbassars elevats tropicals o subtropicals. Es troba amenaçada per la pèrdua d'hàbitat.